# Oklahomská trilogie
Oklahomská trilogie (1972–1980) je souhrnný název pro volnou trilogii dobrodružných románů českého spisovatele Mirko Paška, odehrávajících se v USA koncem 19. století, v období osidlování jihozápadu země a vytlačování Indiánů z tohoto území, přičemž autor tento námět zbavil tradiční romantiky, příznačné pro westerny.
Trilogie se skládá z těchto románů:
- Muž pro Oklahomu (1972),
- Ztracená prérie (1975),
- Děvče pro Oklahomu (1980).

## Obsah jednotlivých románů trilogie

### Muž pro Oklahomu

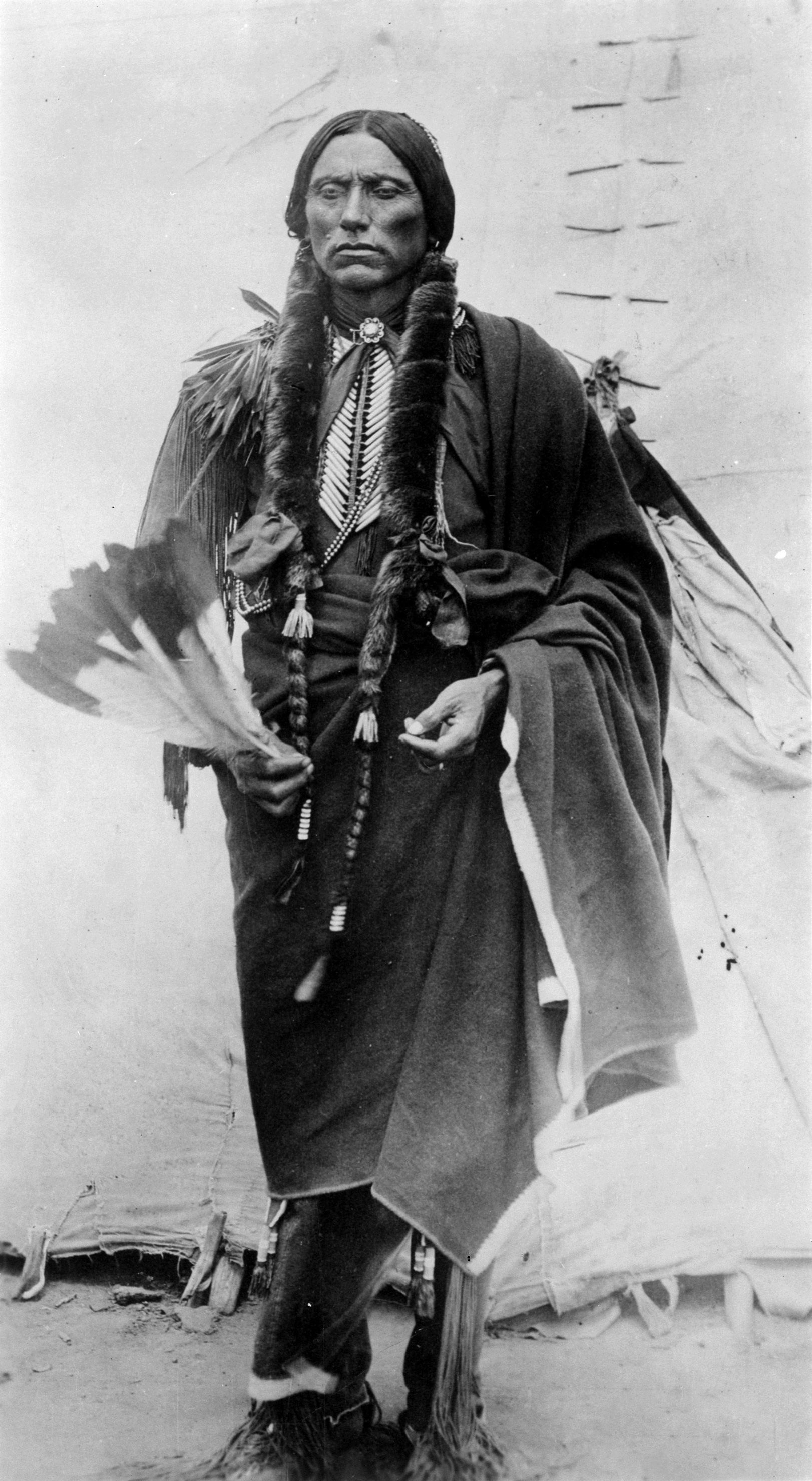
Quanah v roce 1892.

Na pozadí tragické historie indiánského kmene Komančů, vypuzovaného ze své původní vlasti přívalem kolonistů, kteří doufají, že v Oklahomě najdou nový domov a dobrou půdu pro svá pole, autor vypráví příběh Komanče Quanaha (Velkého medvěda), syna indiánského otce Peta Nokona (Zlomeného šípa) a bílé matky Cynthie Parkerové. 
Quanah (narozen kolem roku 1845) je skutečná historická postava, v románu jsou ale jeho osudy (zvláště pak jeho smrt) dosti změněny. Jeho matka je ve věku devíti let unesena Komanči, je přijata do kmene a žije v něm dvacet čtyři let. Roku 1860 je ve věku třiceti čtyř let „zachráněna“ i s Quanahem trestnou výpravou proti jejímu muži, organizovanou Texas Rangers. Je nucena žít v městečku Kingfisher mezi bělochy. Syna již nikdy neviděla. Ztráta indiánské rodiny ji psychicky zlomí, několikrát se marně pokusí prchnout, pak odmítá jíst a je zbavena svéprávnosti. 
Quanah je odvezen od své matky, dostane jméno Richard Parker a je vychováván jako běloch a ponechán v domnění, že jeho matka je mrtva. Když se dozví pravdu, rozhodne se, že bezpráví, kterého se běloši dopustili na jeho matce, pomstí. Zmrská jejího poručníka a věznitele, maršála (nadřízeného šerifů) Abrahama Wilcoxe a vrátí se ke svému kmeni. Když Cynthie Parkerová zemře (v románu to bylo roku 1893), prohlásí, že maršála zabije. Toho využije jeho bratr Sam, kvůli majetku jej zastřelí a svede vraždu na Quanaha, který se v té době přišel podívat na matčin hrob. Nastane štvanice, při které je Quanah zajat v kukuřičném poli kramářem Frankem Bastillonem. Ve vězení pak na následky svých zranění zemře.
Ve skutečnosti Cynthie Parekorová zemřela roku 1870 a Quanah až roku 1911 jako náčelník Komančů v rezervaci a jako vážený a bohatý rančer.

### Ztracená prérie

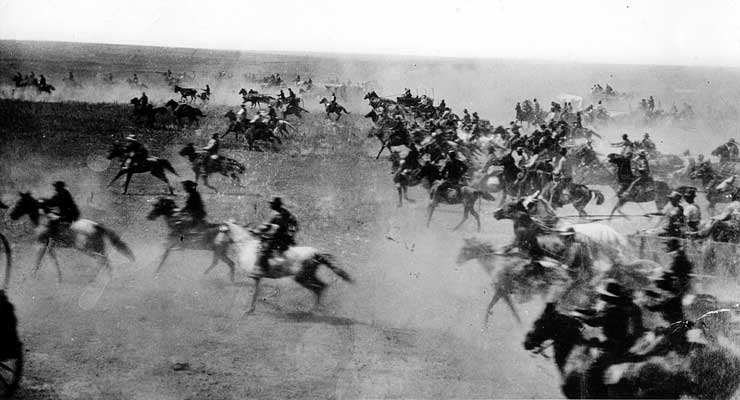
Velký run

Román volně navazuje na Muže pro Oklahomu tím, že v něm vystupuji některé postavy z tohoto románu (například Sam Wilcox, který po zavraždění svého bratra převzal kromě jeho majetku i jeho funkci maršála, nebo bývalý kramář Frank Bastillon). Seznamujeme se také s Marií Sudíkovou, dcerou chudého českého krejčího Sudíka, který se domníval, že se mu bude v Americe dařit lépe. Marii miluje kovboj Walt Cook, ona je však zamilována do Franka Bastilliona.
Samotný román je příběhem tzv. velkého runu (velkého běhu), historické události, jež se udála v Oklahomě roku 1893. Americká vláda donutila Čerokéze opustit jejich zemi (proto název Ztracená prérie) a nabídla každému, kdo měl zájem, šanci získat vlastní půdu o rozloze sto šedesát akrů. Výstřel z děla měl oznámit, že osadníci mohou překročit hranice a urvat si z bývalé indiánské země kus půdy, který se jim bude líbit. Vyžadovalo to ovšem odvahu porvat se s divokou přírodou a později i se závistivými sousedy.
Závod začal v pravé poledne 16. září roku 1893 a zúčastnilo se ho více než sto tisíc lidí včetně Sama Wilcoxe, Franka Bastillona a Oldřicha Sudíka. První dva jmenovaní dokonce propašovali do cílové oblasti své lidi (tzv. soonery), aby jim pomáhali při získání náskoku před ostatními. Při záboru claimů dochází ke sporům a vládne bezpráví, kdy bohatí mají přednost před chudými. Tak Sam Wilcox protiprávně zabere claim Walta Cooka a postaví si na něm dům. Pak však přijde o celý majetek, když jeho agent v San Francisku prodá všechny jeho nemovitosti a s penězi uteče. Frank Bastillon, který chce Samův claim získat, střelí Cooka do zad šípem, aby nedošlo k soudu, který by mohl Sama o claim připravit, a nechá za tento zločin zlynčovat nevinného. Cook naštěstí vražedný pokus přežije. 
Pak Frank získá aukcí zbylý Samův majetek, protože mu Sam není schopen zaplatit, a stane se tak nejbohatším mužem v kraji. V Kansas City se seznámí s nadějnou zpěvačkou Laurou. Té se zalíbí Sudíkův pozemek, na kterém by byla ochotna s Frankem žít. Sudík mu jej odmítne prodat a Marie se dovtípí, že Frank je vrah. Když Sudíkův dům záhadně vyhoří, prodá Sudík svůj pozemek místnímu pastorovi a odjede s dcerou z kraje.
Frank od pastora pozemek získá tím, že kromě kupní ceny zaplatí místnímu kostelu zvon. Ožení se s Laurou a zakrátko o ní zjistí, že jde o bývalou lehkou ženu. Brzy pak je zastřelen bývalým Samovým služebníkem Bonapartem. Laura se pak vdá za bohatého Johna Dolittlea, který rovněž získal svůj majetek díky velkému běhu.

### Děvče pro Oklahomu
Závěrečný díl tzv. Oklahomské trilogie líčí další osudy dcery chudého českého krejčího Sudíka Marie. Oldřich Sudík se do Ameriky přestěhoval ze Šumavy, stále vzpomíná na rodné lesy a v prérii je nešťastný. Marie zase sní o životě ve městě, kde by mohla chodit tancovat, bydlet v pěkném domě a poznat nějakého hezkého mladého muže. Jejím nejvěrnějším přítelem je kovboj Walt Cook, který je do ní zoufale zamilovaný, ale Marii se nelíbí, ve skutečnosti stále vzpomíná na Franka Bastilliona.
Život v divočině od Marie vyžaduje tvrdost, odvahu a pevné nervy. Mezi obyvateli prérijního městečka Wagoner najde pouze jedinou upřímnou kamarádku, zato mnoho nepřátel. Musí se proto naučit spoléhat sama na sebe. Brzy se v kraji objeví hledači nafty petrolejového magnáta Rockefellera, o kterých Sudík soudí, že přinášejí jen zkázu. Chtějí vrty prozkoumat jeho pozemek, Sudík to odmítá, ale Marie je pro, protože případný nález nafty by jí přinesl splnění jejích snů. Walt jim však doporučí, ať petrolejáři zaplatí za pozemek předem. Marii to rozčílí a Walta vyžene. Teprve pak zjistí, že ho má vlastně ráda.
Petrolejáři vytvoří v sousedství Sudíkova pozemku vrt, ze kterého však místo nafty vytryskne solný pramen, který Sudíkův pozemek poničí. To Sudíka rozruší natolik, že se rozhodne vyhodit vrt dynamitem a přitom zahyne. Marie zůstane sama, ale je plná naděje, že se Walt vrátí. 